# ビワマス
ビワマス（琵琶鱒、学名：Oncorhynchus biwaensis、英: Biwa trout）は、サケ目サケ科サケ属に属する淡水魚の一種である。日本の琵琶湖（滋賀県）にのみ自然分布する固有種で、従来サクラマスの亜種とされてきたが、現在ではそれに近縁なサクラマス群の独立種であるとされる。別名はアメノウオ（鯇魚）。その貴重さなどから、「琵琶湖の宝石」とも呼ばれる。
体側の朱点は、体長 20 cm（センチメートル）程度で消失し、成魚には見られない。サクラマス群（サクラマス種群 Oncorhynchus masou complex）の一種であり、遺伝的距離も外部形態も特にサツキマスに近いが、それより眼が大きいことや、側線上横列鱗数がやや少ないことなどから識別される。琵琶湖にのみ自然分布するが、現在では栃木県の中禅寺湖、神奈川県の芦ノ湖、長野県の木崎湖などに移殖されている。また、人工孵化も行われている。

## 名称
標準和名のビワマスは、1940年（昭和15年）に大島正滿によって名付けられたものであるとされる。産卵期には大雨の日に群れをなして河川を遡上することから、アメノイオまたはアメノウオ（鯇魚、江鮭、雨魚）とも呼ばれる。「アメノウオ」は特に婚姻色のの表れた時期の個体を指すともされる。平安時代中期の『延喜式』に既にその名がみられる。滋賀県では単に「マス」とも呼ばれる。また、河川生活期の稚魚は「サツキ」と呼ばれる。
学名では、属名 Oncorhynchus（オンコリンクス）はギリシア語で「膨れた・突出した」を意味する ὄγκος (ónkos) および「吻」を意味する ῥύγχος (rhúnkhos) の合成語であり、サケ属の雄に見られる突出して鉤状に曲がった吻に由来する。種小名の biwaensis（ビワエンシス）は生息地である琵琶湖に由来し、地名の語尾 -ensis を付して「琵琶湖の」を意味する。

## 分類
本種は北太平洋の沿岸部から淡水域に分布するサケ科サケ属のサクラマス種群（Oncorhynchus masou complex）の一種である。この種群にはほかにサクラマス（河川残留型はヤマメ）Oncorhynchus masou masou、サツキマス（河川残留型はアマゴ）Oncorhynchus masou ishikawae、タイワンマスが含まれる。本種ははじめ、この種群に含まれる他の種と混同されていた。
大島正滿は1929年（昭和4年）からの一連の研究で、若魚期に体側にパーマークを持つ陸封型のサケ科魚類が西日本に分布していることと琵琶湖に湖沼型が存在することを報告した。大島はこれらに「ビワマス」の標準和名を与え、Oncorhynchus rhodurus Jordan & McGregor in Jordan & Hubbs, 1925 と同定した。1957年（昭和32年）の論文ではビワマスとアマゴを同一種とし、降海型・降湖型をビワマス、河川残留型をアマゴとした。その後、湖沼型のみが一般に「ビワマス」とされ、河川残留型は「アマゴ」と呼ばれるようになった。その後、ビワマスの名で各地の河川から降海型が報告されたが、宮地傳三郎ほか『原色日本淡水魚類図鑑』（1963年）においてこれらは種内の生態的変異であるとみなされ、湖沼型・降海型は O. rhodurus f. rhodurus、河川残留型は O. rhodurus f. macrostomus とされた。
しかし、1973年（昭和48年）から1975年（昭和50年）に加藤文男は琵琶湖に流入する安曇川の湖沼型、降海型、河川残留型に形態的な違いがあることを指摘した。またその後の研究で、降湖・遡上時期やタンパク質組成も異なることが認識されていった。
1984年（昭和59年）の『日本産魚類大図鑑』中の荒賀忠一による扱い以降、本種は複数の研究者によってサクラマスの一亜種 Oncorhynchus masou rhodurus として扱われてきた。一方、木村清朗は1990年（平成2年）の著作中でサクラマス群のタイプ標本の検討により、本種を未記載の亜種として扱った。それを踏襲し、多くの研究者が「ビワマス（英名 Biwa salmon）」を O. masou subsp. として言及してきた。
しかし、2000年代以降、加藤による見解を踏襲し、ビワマスをこの種群の他のタクソンとは異なる独立種として認識されることも多くなった。それにもかかわらず、本種は長らく分類学的再検討がなされず、未記載のままであった。2025年（令和7年）6月になってようやく、Fujioka et al. (2025)により、形態の再記載やMIG-seq法による集団遺伝学的解析に基づいて、新種 Oncorhynchus biwaensisとして記載された。これは滋賀県立琵琶湖博物館、京都大学、摂南大学の研究者により共同で行なわれ、使われたホロタイプ標本は同年7-8月に琵琶湖博物館で特別に公開展示された。

## 形態
全長は 40 cmから 45 cm。6年目の個体では 50–60 cm になる。
他のサクラマス群とは、計測形質において体高比・吻長比・眼径比・体幅比などで違いが見られる。体長比は 3.4–4.3、体高比は 3.5–4.5。鱗の隆起線は一般に環走し、頂部で消失あるいは不明瞭になるものは少ない。背面は濃緑色（緑褐色）で、腹面は薄黄緑色を帯びた銀白色。背面および胴体の背部、背鰭には小黒点が散在する。ホルマリンにより固定した液浸標本では背面は黒青色、腹面は銀白色となる。
背鰭10–15軟条、臀鰭11–14軟条、胸鰭13–16軟条、腹鰭9軟条である。最長胸鰭条長はやや長く、14.7–17.1%。
サツキマスと酷似するが、それとは異なり朱点が成魚で完全に消失する。河川生活期の稚魚（サツキ）は、アマゴより淡い橙色の斑点が側線付近に集中して見られるが、降湖とともに消失する。この朱点は幼魚期の体長 45 mm 程度のころに出現する。また、稚魚はサケ類稚魚によく見られる小判型のパーマークも持つ。成体ではパーマークも朱点も消失することが多い。
側線上部および下部の横列鱗数がサツキマスやアマゴに比べて明らかに多いとされるが、古川 (1989) ではその差は明瞭でないとされる。加藤 (1978) では、アマゴの横列鱗数が24–33、ビワマスが21–29（21–27）であるとされる。側線鱗数は124–140。
頭長に対する眼径の比は、0.169±0.028である。それに対し、サツキマスは0.134±0.011、サクラマスは0.100±0.013であり、本種は相対的に大きい。これはネオテニー的特徴を示していると説明される。頭部後面は眼の上方で僅かに膨出するが、他のサクラマス群では直線的である。
内部形態は、脊椎骨数65–66、第1鰓の鰓耙数16–22。鰓耙は極めて長く、歯状の突起を有する。鰓条骨数11–14。幽門垂数は本種は56.9±6.6（46–77）であり、サツキマスの48.3±5.9やサクラマスの48.3±6.7に比べ10本近く多い。

## 生態

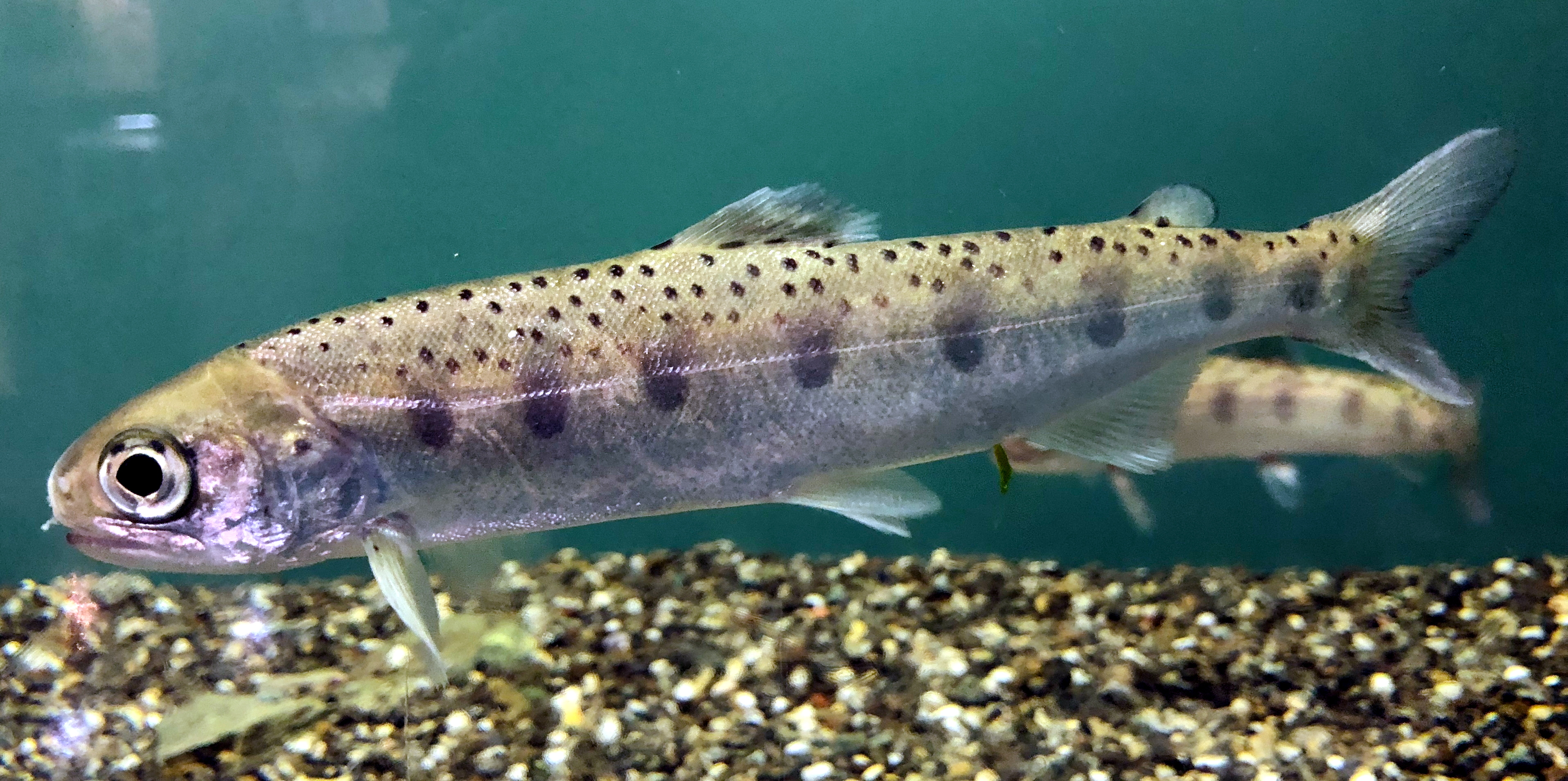
パーマークの残る幼魚

湖沼陸封型であり、産卵期および仔稚魚期の短期間のみ河川で過ごし、一生のほとんどを湖内で生活する。河川残留型や降海型はほとんど知られていない。
稚魚は 2–4月（特に3月）に体長 25 mm 程度になり、産卵床から浮上する。河川生活期の稚魚（サツキ）は、小型の水生昆虫や陸生昆虫を捕食する。最初のころは河岸でトビムシなどの流下する小型の陸生昆虫を食べるが、体長 50 mm を超えると瀬に出て水生昆虫の幼虫などを食べるようになる。稚魚は川に長くはとどまらず、早いものでは4月下旬から体長 38 mm 以上の個体が琵琶湖で見られるようになる。降湖直前の稚魚の体色は、グアニンの沈着が見られるもののパーマークは鮮明に見られる。翌春5月から6月頃になると全長 8–10 cm で疑似スモルトとなり、梅雨の増水でほぼ全ての個体が降湖する。第二次性徴はアマゴと同様であり、体高が顕著に低下するが、アマゴに比べて銀白色の程度が弱い。また、アマゴでは体長 12 cm で銀化するのに対し、それより小型で銀化するが、その後の成長が緩やかである。石田川では、少数の雄は銀化せずに川に残留することが知られている。これはほかのサクラマス群にもみられる早熟雄であり、幼魚の5%の割合に見られるものである。
降湖した個体は最初の数か月間は専らアナンデールヨコエビ Jesogammarus annandalei を捕食していることが分かっている。これは幼魚が生育する深層域に豊富に生育しているためであるとされる。湖内の未成魚はヨコエビをはじめとする甲殻類を捕食するが、成魚になると、それに加えてコアユやイサザなどの小魚も食べるようになる。
琵琶湖中では、水温が上下で夏に大きく異なることを利用し生活している。夏は水温15℃付近の低温で、水深 15–20 m の水温躍層直下を遊泳する。捕食時のみ水温20–25℃と高温で餌の多い表層に出撃し、群れアユを捕食する。
孵化後、標準的には1年で 18 cm、2年で 29 cm、3年で 37 cm、4年で 43 cm に成長する。これはサクラマスやサツキマスに比べて遅い。成熟は雌雄ともに満3年から5年であるとされ、産卵後に死亡する。サクラマスでは産卵時の雌雄に体サイズ差が存在するが、本種では見られない。
産卵期が近づく8月ごろに、雌雄ともに赤紫色の体色が現れ始め、10月にかけて濃くなっていく。婚姻色は産卵時には黒色と赤紫色の横縞模様となる。雄は成熟すると、上下の両顎が口の内側へ曲がる「鼻曲がり」を起こす。
孵化から3–4年後、産卵のために琵琶湖から河川を遡上する。遡上は暗いときにのみ行われる。産卵のための遡上は9–11月上旬で、特に雨の後の増水時である。繁殖期は10月から12月の3か月間で、産卵盛期は11月。遡上する河川は、琵琶湖北部の塩津大川、西野水道、姉川、犬上川、知内川、安曇川など。安曇川での上限は朽木市場付近、愛知川での上限は永源寺付近であり、これより上流のアマゴ域までは遡上していないとされる。他のサケ科魚類と同様に、母川回帰性があると考えられている。雌はほかのサケ・マス類と同様に直径 50 cm 程度の産卵床を掘り産卵する。産卵床が掘られるのは、主に中流域の淵尻や平瀬で、水深 20–30 cm、流速 20–50 cm/s の場所が利用される。産卵数は800–3,000個。産卵後には全て死亡する。
2016年（平成28年）10月から2017年5月に採集された琵琶湖産のビワマス10個体からは寄生虫が未検出であったように、寄生率は低く、海産ではないためアニサキスは存在しないとされる。ただし、1983年（昭和58年）に捕獲された琵琶湖産の本種から餌のコアユに由来するビワコセンチュウ Raphidascaris gigiの寄生が報告されている。これは琵琶湖固有の線虫の一種である。寄生率は39.3%で、61尾のビワマスから1尾あたり78隻の線虫が得られている。この線虫はヤマトヒゲナガケンミジンコやノロを中間宿主とし、第3期幼生から卵までの期間をコアユおよびビワマスなどの終宿主の体内で過ごす。また、1979年から1980年にかけて捕獲されたビワマスからは、アユハイトウジョウチュウ（鮎杯頭条虫）Proteocephalus plecoglossi（条虫類）の存在も報告されている。
なお、琵琶湖にも近縁種のアマゴが生息しており、1989年（平成元年）時点で最近琵琶湖で増加しているとされている。これは1975年（昭和50年）頃から報告されており、琵琶湖に流入する河川に岐阜県産のものが放流され、琵琶湖に降下するようになったためであると考えられている。2012年（平成24年）には、河川に放流された種苗から出現した降湖型アマゴへのビワマス遺伝子の浸透が報告されており、交雑が問題となっている。

## 他水系への導入
中禅寺湖、芦ノ湖、木崎湖などに人為的に導入されている。他にも1910年（明治43年）頃に北海道・東北地方の湖沼やアメリカ合衆国、フィリピンなどに発眼卵が送られた記録があるが、定着はしていないとされる。また本種は琵琶湖産稚アユと混獲され各地の河川に放流されていると考えられるが、下降特性が強い事と海水耐性が発達しないことから、放流先での定着は確認されていない。
中禅寺湖のものは「ホンマス」と呼ばれ、本種であるとされることもあるが、本種とサクラマスの中間的な形質を持つとされ、サクラマスとの雑種であると考えられている。
箱根の芦ノ湖では、1880年（明治17年）にこのホンマスが移植され、定着している。また、その後1907年（明治40年）にはビワマスが移植され、更に交雑が進んだと考えられている。
前述の Oncorhynchus rhodurus は、ジョルダンとマグレガーにより1925年（大正14年）に芦ノ湖の標本に基づいて記載されたものである。このタイプ標本は富士屋ホテルの山口正造が寄贈した雄成魚であった。この個体はヤマメやアマゴなどに比較されるがどの亜種かは特定されず、交雑個体であると考えられている。
木崎湖（仁科三湖）では「キザキマス」と呼ばれるマスが定着しており、これはビワマスとサクラマスの交雑種であると考えられている。

## 人間との関わり

### 漁業と保全
比較的大きくなることと、食味の良さにより、古くから琵琶湖漁業の重要な対象種となっている。奈良時代初期には、産卵遡上個体が簗により漁獲されていた。中世には、琵琶湖中でイサザを餌とした流し釣（延縄釣）が行なわれていた。1917年（大正6年）に刺網漁が始まり、大正時代までは刺網および延縄漁により漁獲されていたが、現在では延縄は行われず、主に刺網漁法と引縄釣（トローリング）法により漁獲される。湖北沿岸や竹生島では刺網（流し網）漁で捕獲され、竹生島付近では3月にいさざ網、8月に長小糸網が使われる。長小糸網は丈が 5 m 程度で、水深 5–30 m 付近に設置して刺網漁が行われる。前述のように眼が相対的に大きいことから、「顔つきがやさしく感じられる」とされ、漁師はアマゴの降湖個体と本種を即座に判別することができると言われる。
引縄釣法は2006年（平成18年）ごろから遊漁者により始められ、2008年（平成20年）12月から引縄釣法による漁獲の届出制度が導入された。2013年（平成25年）12月1日より承認制度になった。また、禁漁期間（10月1日から11月30日まで）が定められ、採捕報告書の提出が義務付けられた。2008–2011年（平成20-23年）の採捕報告書によれば、引縄釣により年間約1万尾が捕獲されるが半数程度が再放流され、6.6–8.6 トン（t）が引縄釣遊漁者により 23.2–45.8 t が刺網漁法により捕獲されている。届出者数は2011年（平成23年）で409人。なお、再放流個体の生存率は不明である。
漁獲量は1940年（昭和15年）までは年間 50 tであることが多く、範囲は 35–144 t/年であった。しかし、1960年（昭和35年）以降は 13–53 t/年に減少している。2008–2011年（平成20-23年）の引網漁による漁獲量は7–9 t/年で、全漁獲量の15–22%を占める。
滋賀県漁業調整規則では、資源保護の為に全長 25 cm 以下のビワマスは採捕禁止となっている。河川では、孵化した稚魚も遡上した成魚も全面禁漁となっている。
種苗生産のため、河口にて遡上する成魚の一部が捕獲され、人工採卵・孵化・放流が行われている。遡上してきた個体は網簗で採られ、現在では安曇川のみで行われている。人工授精された受精卵は発眼期まで箱に収められる。
1878年（明治11年）に醒井村（現米原市）枝折に県営枝折孵化場が設置され、ビワマス資源増加を目指して増殖事業が開始された。1883年（明治16年）からは、人工採卵による孵化放流事業が始まった。人工孵化放流事業は現在でも滋賀県漁業協同組合連合会によって続けられており、3月に体長 5 cm ほどの個体30–90万尾が琵琶湖の流入河川の中流域に放流されている。この放流のビワマス資源への貢献度は、1996年（平成8年）の調査で満 1 歳魚の資源39万尾のうち16%が放流由来であったとされ、天然の再生産が多くを占めているものと考えられる。1989年（平成元年）時点では孵化場は知内にある1箇所であり、このような1箇所の集中的な種苗生産はウイルス性伝染病の感染拡大が懸念されている。ウイルスによる伝染性膵臓壊死症 (IPN) や伝染性造血器壊死症 (IHN) などの疾病で、1967年（昭和42年）以降に放流が減少したほか、1987年度（昭和62年度）の人工種苗は全滅したとされる。醒井養鱒場では親魚の育成や採卵研究が行われ、人工飼育親魚からの採卵・孵化も行われている。またここでは選抜育種も行われ、高成長の系統が作出されている。
保全には天然に産卵できる琵琶湖流入河川の保護が何よりも重要であるとされる。特に、卵の発生は水温15℃以下でないと孵化率の低下などが起こることから、水温の低い中流・上流域まで遡上して産卵できるようにすることが必要であるとされる。琵琶湖流入河川はそのほとんどにダムをはじめとする河川工作物が多数建設され、中流・上流域まで産卵遡上できず河口近くの瀬で産卵する事例が観察されている。地球温暖化の影響などによる河川水温の上昇と琵琶湖周辺の降雪量の低下により、稚魚の浮上時期が早まっている可能性が指摘されている。また、暖冬によって琵琶湖は冬季に起こる湖水の全循環が不十分になる年があり、溶存酸素が深層域に供給されないことが問題となっている。

### 食用
刺身、寿司、揚げ物、ムニエル、煮付け、塩焼き、燻製、マリネなど様々な料理で食べられる。寄生虫の寄生率は低く、刺身などの生食でも賞味される。極めて美味であるとされ、特に6月から7月の成魚は脂が乗り、「至極至高の味」とも表現されるが、琵琶湖の富栄養化と汚染の香りが喉の奥に感じられると言われる。サツキマスは白身魚なのに対し、本種は赤身であることも、類似種と異なる点であるとされる。以前は地元からその近くの料理店にてほとんど消費され、滋賀県内でも一般家庭の食卓に上ることはなかった。
沿岸部の漁師町では郷土料理として、1尾まるごと炊き込みご飯に入れたあめのいおご飯が食される。これは湖南・湖西地域での呼び名であり、湖北では同様の料理を「マスめし」と呼んでいる。ほかに祝い事の料理として、長浜市南浜町では、麹を混ぜたご飯で漬けた「マスのコケラズシ」が作られる。

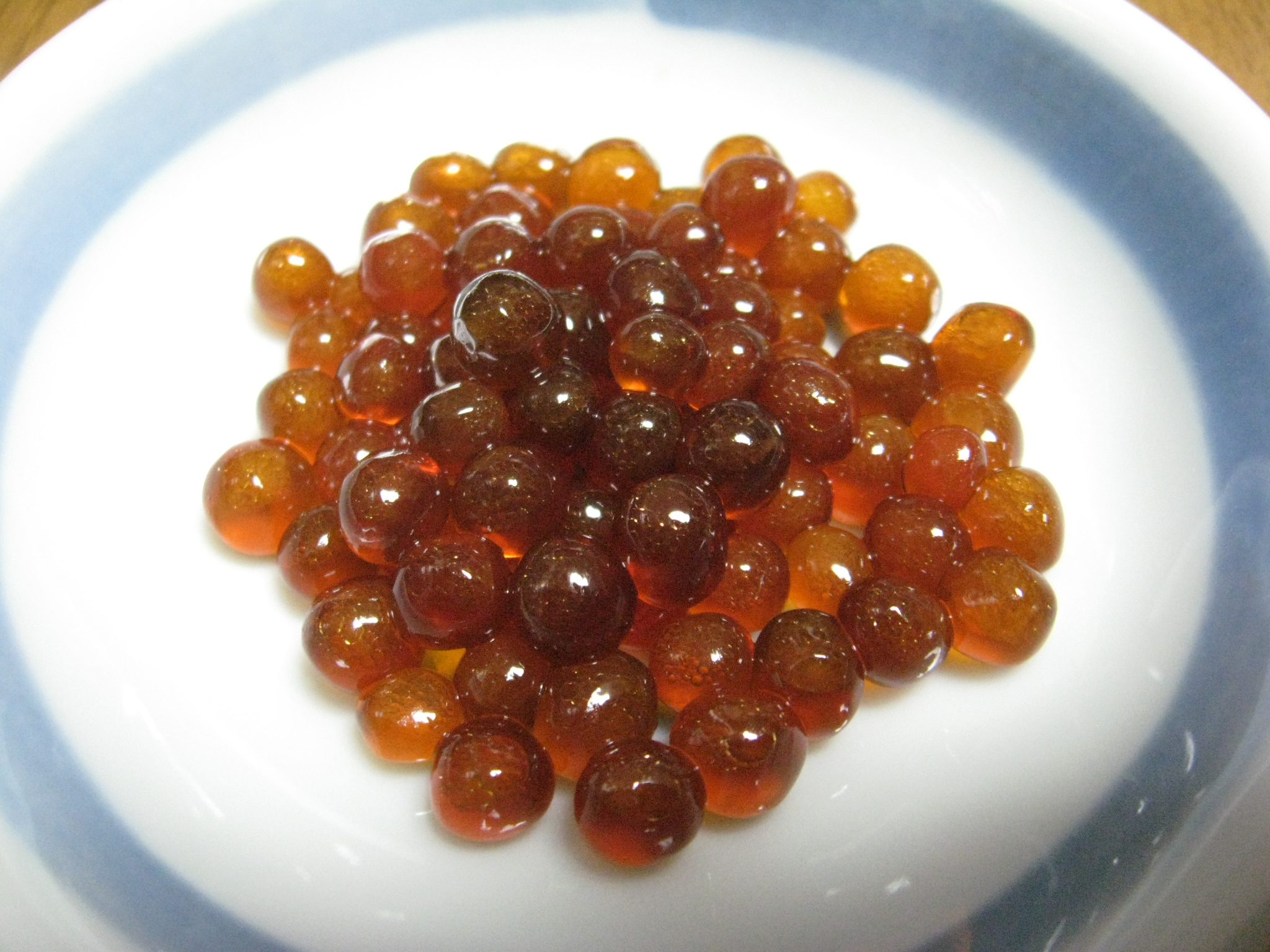
調理例（マス子の醤油漬け）
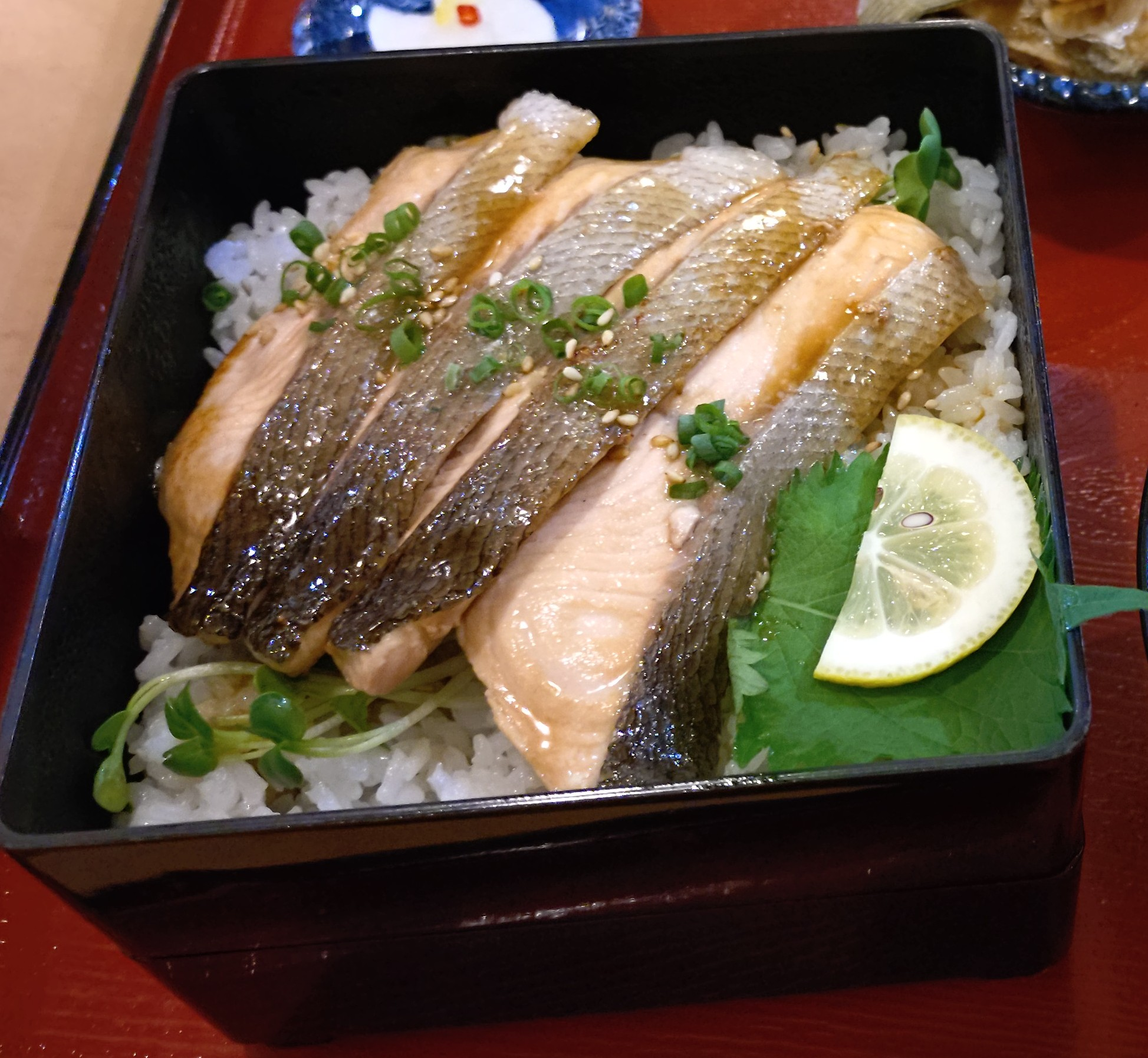
調理例（バター焼き重）
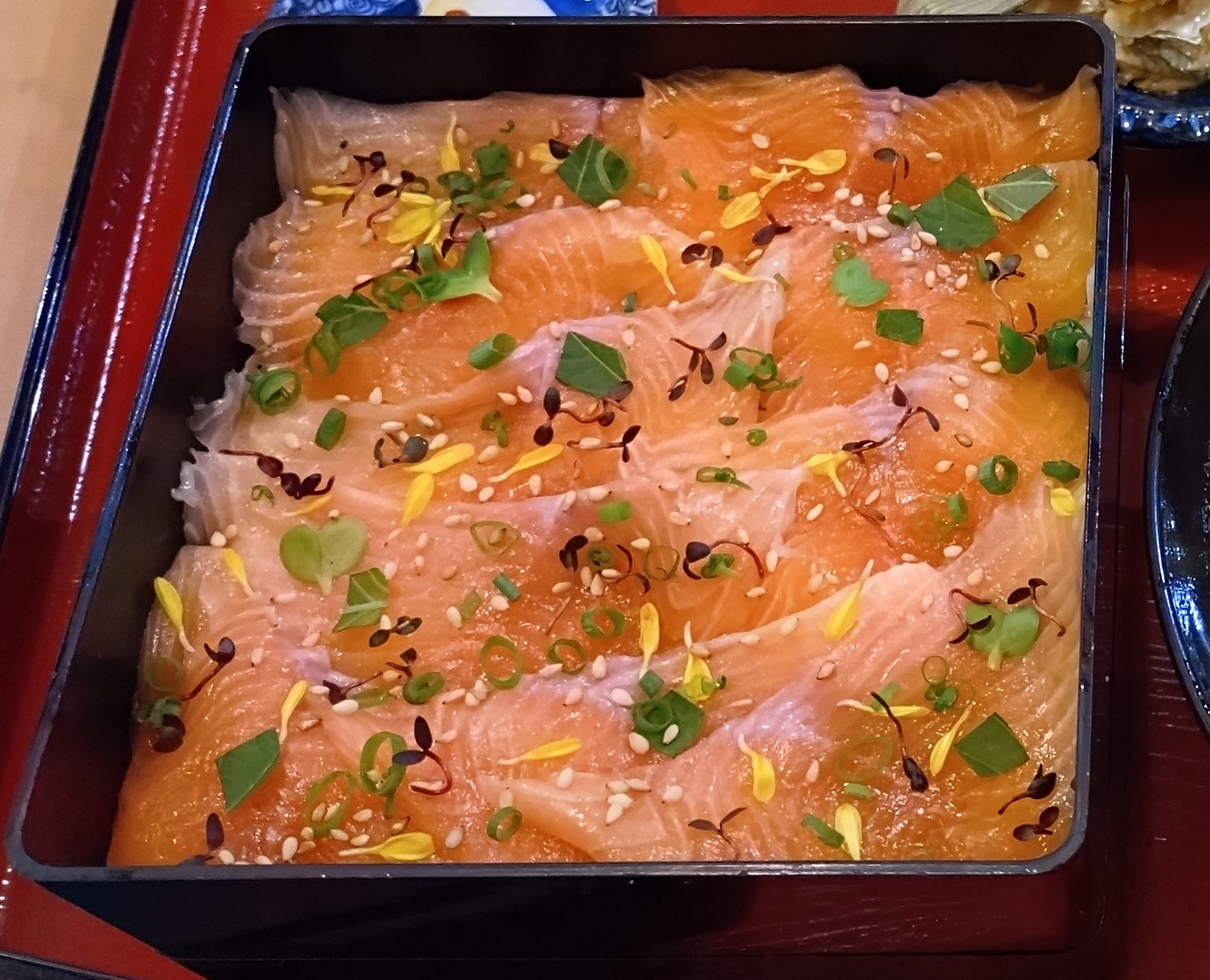
調理例（チラシ寿司風重）